# Зоря (Карасуський район)
Зоря́ (каз. Заря) — село у складі Карасуського району Костанайської області Казахстану. Входить до складу Ушаковського сільського округу.
Населення — 156 осіб (2021; 251 у 2009, 434 у 1999, 1083 у 1989).